# Ljustjärnen (Hanebo socken, Hälsingland, söder om Römmaberget)
Ljustjärnen är en sjö i Bollnäs kommun i Hälsingland och ingår i Skärjåns huvudavrinningsområde. Sjön är 5,6 meter djup, har en yta på 0,0915 kvadratkilometer och befinner sig 308,3 meter över havet.

## Delavrinningsområde
Ljustjärnen ingår i det delavrinningsområde (677907-153580) som SMHI kallar för Utloppet av Djupsjön. Medelhöjden är 312 meter över havet och ytan är 2,83 kvadratkilometer. Det finns inga avrinningsområden uppströms utan avrinningsområdet är högsta punkten. Ljustjärnen har inget synligt utflöde. Djupsjön har sin yta 20 meter lägre och ligger mindre än 200 meter norr om Ljustjärnen avvattnas med Djupsjöbäcken med sitt avrinningsområdet har biflödesordning 2, vilket innebär att vattnet flödar genom totalt 2 vattendrag innan det når havet efter 51 kilometer. Avrinningsområdet består mestadels av skog (85 procent). Avrinningsområdet har 0,22 kvadratkilometer vattenytor vilket ger det en sjöprocent på 7,8 procent.